# ستيفاني فريتز
ستيفاني فريتز (بالفرنسية: Stéphanie Foretz)‏ مواليد 3 مايو 1981 في فرنسا، هي لاعبة كرة مضرب فرنسية بدأت مسيرتها كمحترفة سنة 1997 تلعب باليد اليمنى وتحتل حالياً المرتبة رقم. 189 (3 أغسطس 2015) في تصنيف رابطة محترفات كرة المضرب. أعلى تصنيف لها في الفردي كان المركز الـ 62 في سنة 2003.

## النهائيات

### الزوجي: 2 (0–2)
| الحصيلة | الرقم | التاريخ        | الدورة                   | الأرضية | الشريك           | المنافس                         | النتيجة |
| ------- | ----- | -------------- | ------------------------ | ------- | ---------------- | ------------------------------- | ------- |
| الوصافة | 1.    | 19 فبراير 2006 | أنتويرب، بلجيكا          | سجاد    | ميكايلا كرايتشيك | دينارا سافينا كاترينا سريبوتنيك | 1–6 1–6 |
| الوصافة | 2.    | 23 مايو 2009   | ستراسبورغ الدولية، فرنسا | ترابية  | كلير فيورستين    | ناتالي ديتشي مارا سانتانجلو     | 0–6 1–6 |

## الخط الزمني للفردي
مفتاح
| ف | ن | ن.ن | ر.ن | د# | د.م | ل | أ.أ | ت | غ | ب | ف | ذ | م.خ | ل.ت |

(ف) فاز بالبطولة (ن) وصل النهائي (ن.ن) نصف النهائي (ر.ن) ربع النهائي (د#) الأدوار الأربعة الأولى (د.م) دور المجموعات (ل) شارك في كأس ديفيز (أ.أ) خرج من الأدوار الاولى (ت) خسر التصفيات التأهيلية (غ) غاب عن الحدث أو البطولة (ب) حصل على ميدالية برونزية (ف) حصل على ميدالية فضية (ذ) حصل على ميدالية ذهبية (م.خ) بطولة الماسترز خُفضت إلى مرتبة أقل (ل.ت) البطولة لم تعقد في السنة المعينة.
لتجنب الارتباك وازدواجية الحساب، يتم تحديث هذه المعلومات إما في نهاية البطولة، أو عندما تكون مشاركة اللاعب في البطولة قد انتهت.
| الدورة             | 1999 | 2000 | 2001 | 2002 | 2003 | 2004 | 2005 | 2006 | 2007 | 2008 | 2009 | 2010 | 2011 | 2012 | 2013 | م.ف    | ف-خ  |
| ------------------ | ---- | ---- | ---- | ---- | ---- | ---- | ---- | ---- | ---- | ---- | ---- | ---- | ---- | ---- | ---- | ------ | ---- |
| دورات الجراند سلام |      |      |      |      |      |      |      |      |      |      |      |      |      |      |      |        |      |
| أستراليا المفتوحة  | غ    | ت    | ت    | ت    | د2   | د1   | د1   | د1   | د1   | ت    | ت    | ت    | ت    | د2   | د2   | 0 / 7  | 3–7  |
| فرنسا المفتوحة     | د1   | د2   | د1   | د1   | د2   | د2   | د1   | د1   | د1   | د1   | د1   | د1   | د1   | د2   | د1   | 0 / 15 | 4–15 |
| ويمبلدون           | غ    | ت    | د1   | د1   | د1   | د2   | د2   | د1   | ت    | د1   | د1   | غ    | د1   | د2   | ت    | 0 / 10 | 3–10 |
| أمريكا المفتوحة    | ت    | غ    | ت    | د3   | د1   | د2   | د1   | د1   | ت    | ت    | ت    | ت    | د1   | د1   | ت    | 0 / 7  | 3–7  |

## الخط الزمني للزوجي
مفتاح
| ف | ن | ن.ن | ر.ن | د# | د.م | ل | أ.أ | ت | غ | ب | ف | ذ | م.خ | ل.ت |

(ف) فاز بالبطولة (ن) وصل النهائي (ن.ن) نصف النهائي (ر.ن) ربع النهائي (د#) الأدوار الأربعة الأولى (د.م) دور المجموعات (ل) شارك في كأس ديفيز (أ.أ) خرج من الأدوار الاولى (ت) خسر التصفيات التأهيلية (غ) غاب عن الحدث أو البطولة (ب) حصل على ميدالية برونزية (ف) حصل على ميدالية فضية (ذ) حصل على ميدالية ذهبية (م.خ) بطولة الماسترز خُفضت إلى مرتبة أقل (ل.ت) البطولة لم تعقد في السنة المعينة.
لتجنب الارتباك وازدواجية الحساب، يتم تحديث هذه المعلومات إما في نهاية البطولة، أو عندما تكون مشاركة اللاعب في البطولة قد انتهت.
| الدورة             | 1999 | 2000 | 2001 | 2002 | 2003 | 2004 | 2005 | 2006 | 2007 | 2008 | 2009 | 2010 | 2011 | 2012 | 2013 | 2014 | م.ف    | ف-خ  |
| ------------------ | ---- | ---- | ---- | ---- | ---- | ---- | ---- | ---- | ---- | ---- | ---- | ---- | ---- | ---- | ---- | ---- | ------ | ---- |
| دورات الجراند سلام |      |      |      |      |      |      |      |      |      |      |      |      |      |      |      |      |        |      |
| أستراليا المفتوحة  |      |      |      |      |      | د1   |      | د3   | د1   | د2   |      |      |      | د2   | د1   |      | 0 / 6  | 4–6  |
| فرنسا المفتوحة     | د1   | د2   | د1   | د2   | د1   | د1   | د1   | د1   | د2   | د1   | د1   | د1   | د1   | د2   | د1   | د1   | 0 / 16 | 4–16 |
| ويمبلدون           |      |      |      |      |      |      |      | د1   | د2   | د1   |      |      |      | د2   | د2   |      | 0 / 5  | 3–5  |
| أمريكا المفتوحة    |      |      |      |      |      |      | د1   |      | ر.ن  | د1   |      |      |      | د1   |      |      | 0 / 4  | 3–4  |

## روابط خارجية
- ستيفاني فريتز على موقع رابطة محترفات التنس (الإنجليزية)
- ستيفاني فريتز على موقع الاتحاد الدولي لكرة المضرب (الإنجليزية)
- ستيفاني فريتز على موقع كأس بيلي جين كينغ (الإنجليزية)
- ستيفاني فريتز على موقع خلاصة التنس.كوم (الإنجليزية)